# Persone di nome Maxime
| Questa pagina contiene informazioni ricavate automaticamente dalle voci biografiche con l'ausilio del template Bio e di un bot. L'aggiornamento è periodico e automatico e ricostruisce completamente la pagina. Se manca una persona in questa lista, sei pregato di non aggiungerla, ma accertati piuttosto che la sua voce biografica contenga il template Bio e che i dati anagrafici siano correttamente compilati. Se il template Bio manca, inseriscilo tu stesso o, in alternativa, metti l'avviso {{tmp\|Bio}} che ne segnala la mancanza. Se i dati riportati sono sbagliati, correggi direttamente la voce biografica; le modifiche saranno visibili in questa lista entro pochi giorni. Per chiarimenti vedi il progetto antroponimi. La lista contiene solo le 95 persone che sono citate nell'enciclopedia e per le quali è stato implementato correttamente il template Bio. Pagina aggiornata al 16 ott 2024. |

Questa è una lista di persone presenti nell'enciclopedia che hanno il prenome Maxime, suddivise per attività principale.

## Allenatori di sci alpino(1)
- Maxime Tissot, allenatore di sci alpino e ex sciatore alpino francese (Sallanches, n. 1986)

## Atleti paralimpici(1)
- Maxime Carabin, atleta paralimpico belga (Liegi, n. 2000)

## Attori(2)
- Maxime Bouttier, attore, modello e musicista indonesiano (Poitiers, n. 1993)
- Maxime Godart, attore francese (Compiègne, n. 1999)

## Calciatori(30)
- Maxime Agueh, ex calciatore beninese (Lilla, n. 1978)
- Maxime Awoudja, calciatore tedesco (Monaco di Baviera, n. 1998)
- Maxime Baca, ex calciatore francese (Corbeil-Essonnes, n. 1983)
- Maxime Barthelmé, calciatore francese (Sartrouville, n. 1988)
- Maxime Bernauer, calciatore francese (Hennebont, n. 1998)
- Maxime Biset, ex calciatore belga (Anversa, n. 1986)
- Maxime Bossis, ex calciatore francese (Saint-André-Treize-Voies, n. 1955)
- Maxime Bourgeois, calciatore francese (Sucy-en-Brie, n. 1991)
- Maxime Busi, calciatore belga (Liegi, n. 1999)
- Maxime Chanot, calciatore francese (Nancy, n. 1990)
- Maxime Colin, calciatore francese (Arras, n. 1991)
- Max Crocombe, calciatore neozelandese (Auckland, n. 1993)
- Maxime Crépeau, calciatore canadese (Longueuil, n. 1994)
- Maxime D'Arpino, calciatore francese (Villeurbanne, n. 1996)
- Maxime Do Couto, calciatore francese (Neuilly-sur-Seine, n. 1996)
- Maxime Dominguez, calciatore svizzero (Ginevra, n. 1996)
- Maxime Dupé, calciatore francese (Pleucadeuc, n. 1993)
- Maxime Estève, calciatore francese (Montpellier, n. 2002)
- Maxime Fulgenzy, ex calciatore francese (Deville, n. 1934)
- Maxime Gonalons, ex calciatore francese (Vénissieux, n. 1989)
- Maxime Josse, ex calciatore francese (San Quintino, n. 1987)
- Maxime Le Marchand, ex calciatore francese (Saint-Malo, n. 1989)
- Maxime Lehmann, calciatore francese (Basilea, n. 1906 - † 2009)
- Maxime Lestienne, calciatore belga (Courtrai, n. 1992)
- Maxime Leverbe, calciatore francese (Villepinte, n. 1997)
- Maxime Poundjé, calciatore francese (Bordeaux, n. 1992)
- Maxime Sivis, calciatore congolese (Repubblica Democratica del Congo) (Cholet, n. 1998)
- Maxime Spano, calciatore francese (Aubagne, n. 1994)
- Maxime Surdez, calciatore svizzero (n. 1891 - Berna, † 1969)
- Maxime Lopez, calciatore francese (Marsiglia, n. 1997)

## Canoisti(2)
- Maxime Beaumont, canoista francese (Boulogne-sur-Mer, n. 1982)
- Maxime Richard, canoista belga (Dinant, n. 1988)

## Canottieri(1)
- René Waleff, canottiere francese (Ginevra, n. 1874 - Jouarre, † 1961)

## Cantautori(1)
- Maxime Le Forestier, cantautore francese (Parigi, n. 1949)

## Cestisti(8)
- Maxime Courby, cestista francese (Roubaix, n. 1990)
- Maxime De Zeeuw, cestista belga (Uccle, n. 1987)
- Maxime Dorigo, ex cestista e allenatore di pallacanestro francese (Parigi, n. 1936)
- Maxime Jaquier, ex cestista svizzero (Estavayer-le-Lac, n. 1980)
- Maxime Raynaud, cestista francese (Parigi, n. 2003)
- Maxime Roos, cestista francese (Clamart, n. 1995)
- Maxime Sconard, cestista francese (Lestrem, n. 2003)
- Maxime Zianveni, ex cestista e allenatore di pallacanestro francese (Nancy, n. 1979)

## Ciclisti su strada(4)
- Maxime Bouet, ex ciclista su strada francese (Belley, n. 1986)
- Maxime Chevalier, ex ciclista su strada francese (Pontchâteau, n. 1990)
- Maxime Daniel, ex ciclista su strada e pistard francese (Rennes, n. 1991)
- Maxime Vantomme, ciclista su strada belga (Menen, n. 1986)

## Combinatisti nordici(1)
- Maxime Laheurte, combinatista nordico francese (Gérardmer, n. 1985)

## Dirigenti sportivi(1)
- Maxime Monfort, dirigente sportivo e ex ciclista su strada belga (Bastogne, n. 1983)

## Generali(1)
- Maxime Weygand, generale francese (Bruxelles, n. 1867 - Parigi, † 1965)

## Ginnasti(1)
- Maxime Gentges, ginnasta belga (Malmedy, n. 1995)

## Giocatori di football americano(2)
- Max Sprauel, giocatore di football americano francese (n. 1990)
- Maxime de Falcis, giocatore di football americano francese (Parigi, n. 1993)

## Hockeisti su ghiaccio(1)
- Maxime Talbot, hockeista su ghiaccio canadese (LeMoyne, n. 1984)

## Ingegneri(1)
- Maxime Vuillaume, ingegnere e giornalista francese (Saclas, n. 1844 - Neuilly-sur-Seine, † 1925)

## Inventori(1)
- Maxime Guillaume, inventore francese

## Islamisti(1)
- Maxime Rodinson, islamista francese (Parigi, n. 1915 - Marsiglia, † 2004)

## Lottatori(1)
- Maxime François, lottatore francese (Rouen, n. 1988)

## Militari(1)
- Maxime Lisbonne, militare e giornalista francese (Parigi, n. 1839 - La Ferté-Alais, † 1905)

## Musicisti(1)
- DJ Champion, musicista e compositore canadese (Montréal, n. 1969)

## Nuotatori(1)
- Maxime Grousset, nuotatore francese (Nouméa, n. 1999)

## Pattinatori artistici su ghiaccio(1)
- Maxime Deschamps, pattinatore artistico su ghiaccio canadese (Vaudreuil-Dorion, n. 1991)

## Pattinatori di short track(2)
- Maxime Châtaignier, pattinatore di short track francese (Besançon, n. 1988)
- Maxime Laoun, pattinatore di short track canadese (Montréal, n. 1996)

## Piloti automobilistici(1)
- Maxime Martin, pilota automobilistico belga (Uccle, n. 1986)

## Piloti motociclistici(3)
- Maxime Berger, pilota motociclistico francese (Digione, n. 1989 - Digione, † 2017)
- Maxime Renaux, pilota motociclistico francese (Sedan, n. 2000)
- Maxime Testu, pilota motociclistico francese (Chamonix, n. 1982)

## Pittori(1)
- Maxime Maufra, pittore, incisore e litografo francese (Nantes, n. 1861 - Poncé-sur-le-Loir, † 1918)

## Politici(1)
- Maxime Prévot, politico belga (Mons, n. 1978)

## Rugbisti a 15(3)
- Maxime Machenaud, rugbista a 15 francese (Bordeaux, n. 1988)
- Maxime Médard, rugbista a 15 francese (Tolosa, n. 1986)
- Maxime Mermoz, ex rugbista a 15 francese (Épinal, n. 1986)

## Scacchisti(2)
- Maxime Lagarde, scacchista francese (Niort, n. 1994)
- Maxime Vachier-Lagrave, scacchista francese (Nogent-sur-Marne, n. 1990)

## Sceneggiatori(1)
- Max Simonet, sceneggiatore, produttore televisivo e doppiatore statunitense (Sonoma)

## Schermidori(2)
- Maxime Pauty, schermidore francese (Clamart, n. 1993)
- Maxime Pianfetti, schermidore francese (Tarbes, n. 1999)

## Sciatori alpini(1)
- Maxime Rizzo, ex sciatore alpino francese (Bourg-Saint-Maurice, n. 1993)

## Sciatrici freestyle(1)
- Maxime Dufour-Lapointe, sciatrice freestyle canadese (Montréal, n. 1989)

## Scrittori(2)
- Maxime Du Camp, scrittore e fotografo francese (Parigi, n. 1822 - Baden Baden, † 1894)
- Maxime Chattam, scrittore francese (Herblay, n. 1976)

## Scultori(1)
- Maxime Real del Sarte, scultore e politico francese (Parigi, n. 1888 - Saint-Jean-de-Luz, † 1954)

## Tennisti(6)
- Maxime Authom, ex tennista belga (n. 1987)
- Maxime Cressy, tennista francese (Parigi, n. 1997)
- Max Décugis, tennista francese (Parigi, n. 1882 - Biot, † 1978)
- Maxime Hamou, ex tennista francese (Nîmes, n. 1995)
- Maxime Janvier, tennista francese (Creil, n. 1996)
- Maxime Teixeira, ex tennista francese (La Rochelle, n. 1989)

## Triatleti(1)
- Maxime Hueber-Moosbrugger, triatleta francese (Strasburgo, n. 1996)

## Velisti(1)
- Maxime Desonches, velista francese

## Senza attività specificata(1)
- Maxime Verhagen, ex politico olandese (Maastricht, n. 1956)